# 荷蘭鐵路ICNG電力動車組
Intercity Nieuwe Generatie (Intercity New Generation)或称为ICNG，是荷蘭鐵路公司向法國阿爾斯通公司訂購的電力動車組，動車組將服務於荷蘭和比利時之間的高速客運線路。 ICNG是由阿爾斯通公司基於阿爾斯通Coradia Stream平台研發的動車組。
荷蘭鐵路方面打算把現運行於南部高速鐵路的龐巴迪TRAXX, Intercity Rijtuig動集編組全部替換為ICNG動車組。 此舉另一個目的也是為了彌補Fyra自2013年起停開原本運行於南部高速鐵路的安萨尔多百瑞达V250型电力动车组列車而造成的城際運力空缺。

## 历史
荷蘭鐵路於2014年7月起開始招標採購新的城際動車組列車。  而後加入競標的公司有阿爾斯通股份公司、西門子股份公司、龐巴迪公司和施泰德鐵路公司. 2016年5月荷蘭鐵路宣佈阿爾斯通在此次競標中勝出，獲得為荷蘭鐵路製造80列新城際動車組的合同。 同年5月末，荷蘭鐵路方面敲定了最終的合同內容。其中，阿爾斯通將為荷蘭鐵路製造49列5節編組、30列8節編組和2列將運行於荷蘭和比利時兩國境內的8節編組，合計79列。 A而後荷蘭方面又追加了18列將用於城際服務的8節編組，這些編組最後都將用於阿姆斯特丹和布魯塞爾之間的快速城際服務，此舉也把之前訂購用於國際城際服務的動車組數量提升至20列。
2020年5月23日，第一列ICNG動車組抵達荷蘭，並開始在荷蘭鐵路網內進行調試。

## 事故
- 2020年10月16日，2列ICNG動車組列車在德國德萊列本被牽引機車拖拽出軌。 此次事故也導致牽引動車組的柴油機車駕駛員受傷。[5] 當時2列動車組由一列柴油機車牽引出位於薩爾茨吉特的阿爾斯通工廠前往位於呂伯蘭鐵路的佈蘭肯堡(哈茨)火車站進行25千伏交流電受流測試。按計劃列車將會在德萊列本車站待避，但由於柴油機車的剎車系統出現了問題，列車通過紅燈後駛入了安全側線。 在2020年10月18日，軌道起重機將出軌的3105編組吊回軌道，而3109編組因位於牽引編組末尾受此次脫軌事故的影響較小。 其中軌道起重機並沒有把出軌的214 006柴油機車吊回軌道。[6]

## 描述
ICNG動車組根據編組的長度和所兼容的受電制式分為了3種編號：3100、3200和3300。
| 編組編號 | 車廂數量 | 受電制式                     | 訂購數量 |
| -------- | -------- | ---------------------------- | -------- |
| 3100     | 1列5廂   | 1.5 kV DC 25 kV AC           | 49       |
| 3200     | 1列8廂   | 1.5 kV DC 25 kV AC           | 30       |
| 3300     | 1列8廂   | 1.5 kV DC 3.0 kV DC 25 kV AC | 20       |

ICNG動車組在高速鐵路上的最高運營時速為200 km/h，而現今荷蘭鐵路在高速線路上使用的動集列車最高時速僅為160 km/h。所以此次高速城際列車的換代升級是具有重大意義的。